# Google One
Google One是Google於2018年5月推出的一項增加Google雲端硬碟、Gmail和Google相簿儲存空間的每月訂閱收費服務。每个Google帐户的免费存储空间為15GB，購買Google One服務後，每月可使用的存儲空間按照訂閱價格可以擴增至100GB至30TB不等。Google One一度提供VPN服務，該VPN服務於2024年關閉。

## 外部連結
- 官方网站